# Копылов (Киевская область)
Копы́лов (укр. Копилів) — село в Бучанском районе Киевской области Украины.

## География
Село расположено в 11 км от пгт Макарова и в 45 км от Киева. Занимает площадь 979 га. Рядом проходит автомагистраль Киев — Чоп.

## Население
Население по переписи 2001 года составляло 1331 человек.

## Достопримечательности

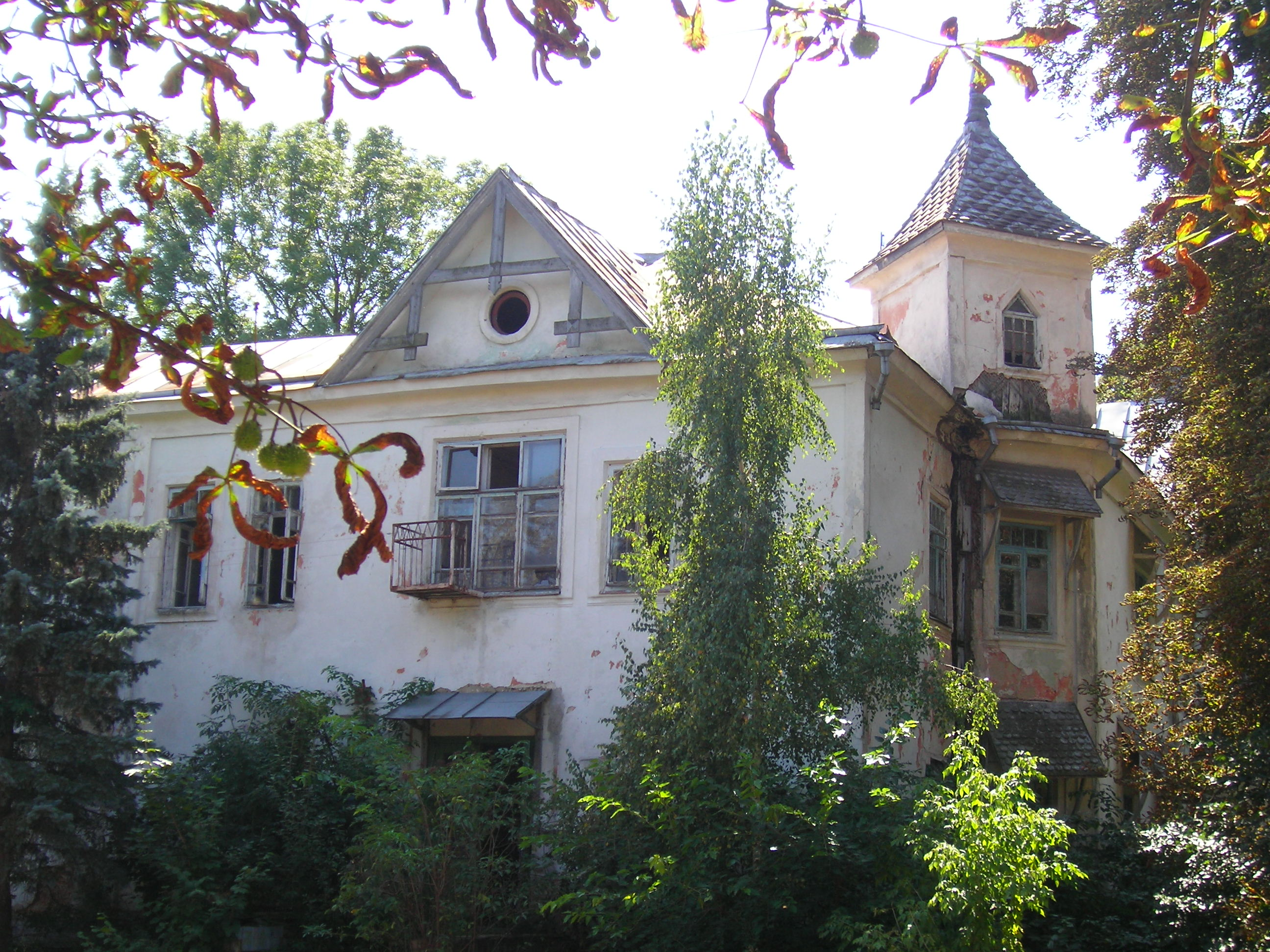
Усадьба фон Мекка

В селе сохранилась бывшая усадьба «железнодорожных королей» — семьи фон Мекк, друзей и родственников композитора Петра Чайковского. Главный дом построен Н. фон Мекком в 1888 г., находится в аварийном состоянии.

## Местный совет
Копылов — административный центр Копыловского сельского совета.
Адрес местного совета: Киевская обл., Макаровский р-н, с. Копылов, ул. Жовтневая, 57.